# National de Montréal
Le National de Montréal est un club de hockey sur glace professionnel fondé en 1903 en Amérique du Nord. L'équipe est basée dans la ville québécoise de Montréal au Canada.

## Ligues
- Ligue fédérale amateur de hockey (1903-1904)
- Association de hockey amateur du Canada (1905)
- Association canadienne de hockey (1909-1910)

## Joueurs importants
- Jack Laviolette
- Didier Pitre